# Rivaldo Soesman
Rivaldo Soesman (Totness, 16 februari 2000) is een Surinaams voetballer die speelt als doelman.

## Carrière
Soesman speelt sinds het seizoen 2016/17 voor FC West United uit zijn geboortestad. Hij speelde in 2019 een interland voor Suriname, anno 2022 bleef het bij deze ene interland.